# Gunjevci
Gunjevci är ett samhälle i Bosnien och Hercegovina.   Det ligger i entiteten Republika Srpska, i den nordvästra delen av landet, 180 km nordväst om huvudstaden Sarajevo. Gunjevci ligger 176 meter över havet och antalet invånare är 109.
Terrängen runt Gunjevci är platt norrut, men söderut är den kuperad. Närmaste större samhälle är Bosanska Dubica, 8,7 km väster om Gunjevci. 
I omgivningarna runt Gunjevci växer i huvudsak lövfällande lövskog. Runt Gunjevci är det ganska tätbefolkat, med 67 invånare per kvadratkilometer.